# Sainte-Catherine-de-Fierbois
Sainte-Catherine-de-Fierbois is een gemeente in het Franse departement Indre-et-Loire (regio Centre-Val de Loire) en telt 611 inwoners (1999). De plaats maakt deel uit van het arrondissement Chinon.

## Geografie
De oppervlakte van Sainte-Catherine-de-Fierbois bedraagt 15,4 km², de bevolkingsdichtheid is 39,7 inwoners per km².
De onderstaande kaart toont de ligging van Sainte-Catherine-de-Fierbois met de belangrijkste infrastructuur en aangrenzende gemeenten.

## Demografie
Onderstaande figuur toont het verloop van het inwonertal (bron: INSEE-tellingen).